# 1928年アムステルダムオリンピックのスウェーデン選手団
1928年アムステルダムオリンピックのスウェーデン選手団（1928ねんアムステルダムオリンピックのスウェーデンせんしゅだん）は、1928年7月28日から8月12日にかけてオランダのアムステルダムで開催された1928年アムステルダムオリンピックのスウェーデン選手団、およびその競技結果。

## 概要
今大会は金メダル7個、銀メダル6個、銅メダル12個の合計25個のメダルを獲得した。

## メダル
| メダル | 選手名                                                     | 競技   | 種目                 |
| ------ | ---------------------------------------------------------- | ------ | -------------------- |
| 金     | エリック・ルンドクヴィスト                                 | 陸上   | 男子やり投           |
| 金     | アーネ・ボルグ                                             | 競泳   | 男子1500m自由形      |
| 銀     | エリック・ビュレーン                                       | 陸上   | 男子800m             |
| 銀     | オシアン・フィエルド                                       | 陸上   | 男子ハンマー投       |
| 銅     | エドヴィン・ヴィーデ                                       | 陸上   | 男子5000m            |
| 銅     | エドヴィン・ヴィーデ                                       | 陸上   | 男子10000m           |
| 銅     | インガ・ゲンツェル                                         | 陸上   | 女子800m             |
| 銅     | ルート・スヴェドベリ                                       | 陸上   | 女子円盤投           |
| 銅     | アーネ・ボルグ                                             | 競泳   | 男子400m自由形       |
| 銅     | イェスタ・カールソン                                       | 自転車 | 男子団体ロードレース |
| 銅     | イェスタ・カールソン エリック・ヤンソン イェオリ・ヨンソン | 自転車 | 男子団体ロードレース |